# Oronkua
Oronkua è un dipartimento del Burkina Faso classificato come comune, situato nella Provincia di Ioba, facente parte della Regione del Sud-Ovest.
Il dipartimento si compone del capoluogo e di altri 13 villaggi: Bankandi, Bisserké, Djianvour, Gagnimé, Gagou, Gbangbadotéon, Gnitégba, Kankaniba, Kombazien, Orpoune, Pouléba, Wahablé e Zintéo.